# Ерофеев, Николай Александрович
Никола́й Алекса́ндрович Ерофе́ев (6 (19) апреля 1907 года в Константинограде Полтавской губернии — 30 апреля 1996 года в Москве) — советский и российский историк-англовед; специалист по новой истории Великобритании; доктор исторических наук (1963), профессор, заведующий сектором истории Великобритании Института всеобщей истории Академии наук СССР (1969—1974).

## Биография
Окончив в 1925 году среднюю школу, работал переплётчиком в местечке Городище Киевской губернии и рабочим типографии. Затем окончил Коммунистический институт журналистики при Наркомпросе РСФСР в 1933 году. Работал в газете «Известия» (1931—1937) и журнале «Историк-марксист» (1937—1938). Был членом РКП(б), но в 1938 году обвинён в антипартийных настроениях и исключён из партии, так как рекомендацию ему давали Н. И. Бухарин и К. Б. Радек. После этого работал школьным учителем и библиотекарем, сдал экстерном экзамены за четыре курса исторического факультета МГУ и поступил на 5-й курс.
В 1940 году был восстановлен в партии и заочно в окончил Московский государственный университет. Был участником Великой Отечественной войны (с июля по ноябрь 1941 года сражался в рядах народного ополчения), демобилизовался после тяжёлого ранения. В 1943 году поступил в аспирантуру Института истории Академии наук СССР, которую окончил в 1945 году. В 1946 году защитил кандидатскую диссертацию на тему «Американский нейтралитет и союзная блокада в 1914—1917 годах» и с этого же года работал младшим научным сотрудником, с 1953 года — старшим научным сотрудником Института истории АН СССР. В 1963 году защитил докторскую диссертацию. В 1967 году вместе с 17 коллегами написал письмо протеста против травли А. М. Некрича. В 1969—1974 годах — заведующий сектором истории Великобритании Института всеобщей истории.
Супруга, Ольга Васильевна Беликова, заведовала «спецхраном» Фундаментальной библиотеки общественных наук АН СССР.

## Научная деятельность
Внёс значительный вклад в изучение социально-экономической истории Великобритании в Новое время, разработку вопросов методологии исторической науки и историографии. Его «Очерки по истории Англии», как отмечают, практически полностью вошли в третий том университетского учебного пособия по Новой истории издания 1953—1960 гг..
Являлся одним из ведущих исследователей проблем колониализма. Как отмечается, с творчеством Н. А. Ерофеева тесно связано становление исторической имагологии в отечественной историографии.
Его вышедшую в 1982 году книгу «Туманный Альбион. Англия и англичане глазами русских. 1825—1853» профессор Л. Р. Хут указывает «без преувеличения этапной в истории советской историографии»; она же приводит о ней слова ученика Ерофеева, «одного из самых уважаемых российских историков — представителей старшего поколения» А. Б. Давидсона: что та стала «лебединой песней» Ерофеева, в которую он «вложил опыт историка, накопленный за всю жизнь».

## Научные труды

### Монографии
- Ерофеев Н. А. Очерки по истории Англии. 1815-1917 гг. / Ин-т междунар. отношений. — М.: Изд-во ИМО, 1959. — 263 с.
- Ерофеев Н. А. Чартистское движение / АН СССР. — М.: Изд-во Акад. наук СССР, 1961. — 128 с. — (Научно-популярная серия).
- Ерофеев Н. А. Народная эмиграция и классовая борьба в Англии в 1825-1850 гг. / Акад. наук СССР, Ин-т истории. — М.: Изд-во Акад. наук СССР, 1962. — 536 с. — (История английского рабочего движения в новое время).
- Ерофеев Н. А. Промышленная революция в Англии : пособие для учителей. — М.: Учпедгиз, 1963. — 184 с.
- Ерофеев Н. А. Империя создавалась так... : Английский колониализм в XVIII веке / АН СССР. — М.: Наука, 1964. — 175 с. — (Научно-популярная серия).
- Ерофеев Н. А. Закат Британской империи. — М.: Мысль, 1967. — 279 с.
- Ерофеев Н. А. Что такое история / АН СССР. — М.: Наука, 1976. — 136 с. — (Проблемы науки и технического прогресса).
- Ерофеев Н. А. Английский колониализм в середине XIX века : очерки. — М.: Наука, 1977. — 256 с.
- Ерофеев Н. А. Туманный Альбион : Англия и англичане глазами русских, 1825-1853 гг.. — М.: Наука, 1982. — 320 с.
- Ерофеев Н. А. Десять лекций по методологии истории / издание подготовили П. Ю. Уваров, С. Г. Кцоева ; [Российская академия наук]. — СПб.: Наука, 2025. — 364 с. — (Памятники исторической мысли). — ISBN 978-5-02-040550-9.

### Статьи
- Ерофеев Н. А. Исторические взгляды чартиста О’Брайена Архивная копия от 6 ноября 2018 на Wayback Machine // Из истории социально-политических идей: сб. статей к 75-летию акад. В. П. Волгина. — М.: Издательство АН СССР, 1955. — С. 452—465
- Ерофеев Н. А. Промышленная революция в Англии и идея классов Архивная копия от 5 ноября 2018 на Wayback Machine // История социалистических учений: сб.статей. — М.: Издательство АН СССР, 1981. — С. 134—158